# Psacalium peltatum
El Matarique (Psacalium peltatum), también conocida como ‘maturique’  o ’ maturi’,  es una planta herbácea  nativa de  Sonora y  Chihuahua. 

## Características
La raíz del matarique es de color marillento con un tallo semileñoso que mide hasta 1 metro de altura. Las hojas son radicales de una o dos por tallo, miden hasta 40 centímetros de largo, las cuales están divididas en segmentos agudos  de color verde cenizo. Las flores son blancas, con cinco pétalos .

## Usos
Del tallo de la planta de ‘’matarique’’ se extraen resinas, aceites esenciales y tinturas. El aceite es utilizado para neuralgias y dolores reumáticos. La tintura es utilizada por los indígenas como ungüento tópico para cicatrices ya que funciona como una anestesia por acción local periférica. En la actualidad la creencia popular afirma que tiene propiedades curativas para contrarrestar los síntomas de la diabetes, sin embargo no existen estudios médicos que avalen los resultados. En cantidades muy altas la planta de matarique puede ser tóxica para el hígado ya que contiene alcaloides pirrolicidínicos,

## Taxonomía
Psacalium peltatum fue descrita por (Kunth) Cass. y publicado en Dictionnaire des Sciences Naturelles [Second edition] 43: 461. 1826.
Sinonimia
- Cacalia peltata Kunth
- Cacalia peltata var. conzattii B.L.Rob. & Greenm.
- Cacalia peltata var. coulteri (Rydb.) Greenm.
- Psacalium coulteri Rydb.[2]

## Nombre común
- Matarique, mataricue, matariqui.